# Райца (община Преняс)
 Тази статия е за селото в Албания.  За селото в Северна Македония вижте Райца.  
Райца (на албански: Rrajcë или Rrajca) е село в Република Албания, община Преняс, област Елбасан.

## История

### В Османската империя
Според статистиката на Васил Кънчов („Македония. Етнография и статистика“) в Райца живеят 840 души българи мохамедани (торбеши), които са в процес на поалбанчване:
| „ | Торбешитѣ отъ с. Рàица, най-южно отъ подримскитѣ потурчени села, говорятъ повечето арнаутски и се броятъ вече като арнаути. | “ |

На Етнографската карта на Битолския вилает на Картографския институт в София от 1901 година Райца е чисто албанско село в Охридската каза на Битолския санджак със 180 къщи.

### В Албания
В 1913 година селото попада в новооснована Албания.
В началото на XXI век езиковедите Клаус Щайнке и Джелал Юли провеждат теренно изследване сред описваните в литературата в миналото като славяноговорещи селища в Албания. Райца е отбелязано от тях като напълно албаноговорещо и напълно мюсюлманско, като и старите местни хора твърдят, че говорят единствено албански.
До 2015 година Райца е център на самостоятелна община.